# Banque de Luxembourg
 (avril 2013).
La Banque de Luxembourg est une banque privée luxembourgeoise, filiale de Crédit Mutuel Alliance Fédérale. Les origines de la Banque de Luxembourg remontent à 1920. Son histoire est étroitement liée à celle de la place financière de Luxembourg.

## Histoire
En 1920, la Banque d'Alsace et de Lorraine, devenue par la suite le Crédit Industriel d'Alsace et de Lorraine (CIAL), ouvre une agence au Luxembourg.
En 1937, la Banque Mathieu Frères, dont est issue la Banque de Luxembourg, est créée.
En 1969, le CIAL devient actionnaire majoritaire de la Banque Mathieu Frères.
En 1977, la Deutsche Bank Luxembourg S.A. entre à son tour dans le capital de la Banque Mathieu Frères, qui prend le nom de Banque de Luxembourg.
En 1991, la Banque de Luxembourg reprend les activités luxembourgeoises du CIAL. En 1994, le nouveau siège de la banque est inauguré au 14, boulevard Royal à Luxembourg.
En 2002, lors du recentrage de ses activités, la Deutsche Bank S.A. cède sa participation (28,95 %) au Groupe CIC qui en devient détenteur par le biais de la Banque Fédérative du Crédit Mutuel (holding du Groupe CIC).
En 2005, La Banque loge ses compétences en matière d'analyse et de gestion au sein de Banque de Luxembourg Fund Research & Asset Management (BL FRAM).
En 2008, la banque est touchée à hauteur de 100 millions d'euros à la suite de la faillite de Lehman Brothers.
En 2010, la Banque de Luxembourg ouvre une succursale en Belgique, pour servir les clients de la province de Luxembourg.
En 2012, l'extension du siège de la Banque est inauguré au 14a, boulevard Royal à Luxembourg. La Banque poursuit son expansion avec l'ouverture d'un centre de banque privée à Bruxelles.
En 2013, Banque de Luxembourg rachète l'activité banque privée et gestion de fortune de la banque LBLux S. A., filiale à 100 % de la banque allemande BayernLB.
En 2015, la Banque inaugure son centre de banque privée à Gand, en Belgique.
En 2020, la Banque de Luxembourg a 100 ans.
En 2023, la Banque de Luxembourg est certifiée B Corp.

## Actionnariat & participations
La Banque de Luxembourg est une filiale de Crédit Mutuel Alliance Fédérale au travers du Crédit Industriel et Commercial (CIC), qui détient 100 % du capital de la Banque.
La Banque de Luxembourg est l’un des éléments majeurs de CIC private banking, le dispositif de banque privée internationale du groupe. Aux côtés de la Banque CIC (Suisse), de CIC Banque Transatlantique et de la succursale du CIC à Singapour, elle apporte aux clients du réseau CIC Banque Privée une dimension et des solutions internationales aux besoins patrimoniaux qu’ils rencontrent.

## Implantations

### Luxembourg
Construits par Bernardo Fort-Brescia, du cabinet d’architecture Arquitectonica (Miami – USA), le siège de la Banque et son extension, inaugurée en janvier 2012, regroupent l’ensemble des équipes commerciales de la Banque au Luxembourg. Les équipes de support et de back-office sont, quant à elles, rassemblées au Centre administratif du Howald.

### Belgique
Deux centres de banque privée (composées de 37 collaborateurs en 2025), à Bruxelles et à Sint-Martens-Latem proposent en Belgique l’accès à des prestations de conseil en private banking. En 2012, 2 milliards d'euros sont gérés par la filiale belge.

## Chiffres clés (2024)
- Produit net bancaire : 385 millions €
- Bénéfices net : 79,4 millions €
- Total des titres et espèces déposés : 124,9 milliards €
- Fonds propres comptables : 1,084 milliard €
- Ratio de solvabilité : 21,03 %

## Trois familles de clients

### Clients privés
La Banque de Luxembourg propose à ses clients l’ensemble des conseils et services pour la préservation, la gestion et la transmission de leur patrimoine matériel et immatériel. L'accompagnement s’étend à des questions de gouvernance familiale, d’éducation de la « Next Gen » et de mise en place de projets philanthropiques. La Banque offre l’ensemble de ces services à une clientèle européenne et internationale, depuis le Luxembourg et ses implantations de Bruxelles et de Gand.

### Clients entreprises et entrepreneurs
La Banque de Luxembourg accompagne les entrepreneurs et les professionnels du secteur immobilier établis au Grand-Duché en les aidant à développer et à transmettre leur patrimoine entrepreneurial. Elle a développé un savoir-faire particulier en matière de préparation des phases de transmission des entreprises familiales et d’éducation de la « Next Gen ».

### Clients institutionnels
La Banque de Luxembourg accompagne ses clients institutionnels, à travers son activité Asset Servicing, dans l’ensemble de leurs projets : de la conception et l’administration de leurs fonds d ’investissement à la mise à disposition de services de banque dépositaire pour tiers gérants.

## Deux compétences d'investissement

### Asset management
La Banque de Luxembourg développe sa propre stratégie d’investissement au Luxembourg. La société de gestion, BLI – Banque de Luxembourg Investments, propose ses compétences en matière de gestion de fonds, d’analyse et de sélection de valeurs. Le savoir-faire de BLI est accessible aux clients de la Banque via la gamme des fonds BL. Les fonds d'investissement sont également commercialisés auprès d’investisseurs institutionnels par le biais d’un réseau de distributeurs.

### Gestion sous mandat
La Banque de Luxembourg, au travers de ses équipes de PBI – Private Banking Investments, propose une gamme de solutions en gestion sous mandat pour déléguer le suivi quotidien d'un portefeuille.

## Participations
Dans le cadre du développement de leurs activités autour des métiers de la gestion, la Banque de Luxembourg est à l'initiative de la création de plusieurs entités.
- Banque de Luxembourg Investments (BLI) (100 %) : gestion de fonds d'investissement et de mandats discrétionnaires de clients privés et de portefeuilles institutionnels
- Banque de Luxembourg, succursale de Belgique : pour les investisseurs et familles résidents en Belgique

## Gouvernance

### Conseil d'administration
Le Conseil d'administration détermine la stratégie et la politique générale de la Banque. Il a pour tâche de veiller aux intérêts des différentes parties prenantes (clients, collaborateurs, actionnaires) sur le long terme. Le Conseil d'administration assure également la surveillance de la gestion et le suivi des risques.